# Alexandr Bóndar
Alexandr Ígorevich Bóndar (en ruso: Александр Игоревич Бондарь; en ucraniano: Олександр Ігорович Бондарь, Olexandr Íhorovych Bóndar; Lugansk, 23 de octubre de 1993) es un deportista ruso de origen ucraniano que compite en saltos de plataforma.
Participó en dos Juegos Olímpicos de Verano, obteniendo una medalla de bronce en Tokio 2020, en la prueba sincronizada (junto con Viktor Minibayev), y el octavo lugar en Londres 2012, en la misma prueba.
Ganó cinco medallas en el Campeonato Mundial de Natación entre los años 2011 y 2025, y trece medallas en el Campeonato Europeo de Natación entre los años 2009 y 2021.

## Palmarés internacional
| Representando a Ucrania |                          |                   |                              |
| Campeonato Mundial      |                          |                   |                              |
| Año                     | Lugar                    | Medalla           | Prueba                       |
| 2011                    | Shanghái (China)         | Medalla de bronce | Plataforma 10 m sincro       |
| Campeonato Europeo      |                          |                   |                              |
| Año                     | Lugar                    | Medalla           | Prueba                       |
| 2009                    | Turín (Italia)           | Medalla de bronce | Plataforma 10 m sincro       |
| 2011                    | Turín (Italia)           | Medalla de plata  | Plataforma 10 m sincro       |
| 2011                    | Turín (Italia)           | Medalla de bronce | Plataforma 10 m              |
| 2012                    | Eindhoven (Países Bajos) | Medalla de plata  | Equipo mixto                 |
| 2012                    | Eindhoven (Países Bajos) | Medalla de bronce | Plataforma 10 m sincro       |
| 2013                    | Rostock (Alemania)       | Medalla de oro    | Plataforma 10 m sincro       |
| 2013                    | Rostock (Alemania)       | Medalla de oro    | Equipo mixto                 |
| 2014                    | Berlín (Alemania)        | Medalla de plata  | Equipo mixto                 |
| 2014                    | Berlín (Alemania)        | Medalla de bronce | Plataforma 10 m sincro       |
| Representando a Rusia   |                          |                   |                              |
| Juegos Olímpicos        |                          |                   |                              |
| Año                     | Lugar                    | Medalla           | Prueba                       |
| 2020                    | Tokio (Japón)            | Medalla de bronce | Plataforma 10 m sincro       |
| Campeonato Mundial      |                          |                   |                              |
| Año                     | Lugar                    | Medalla           | Prueba                       |
| 2017                    | Budapest (Hungría)       | Medalla de plata  | Plataforma 10 m sincro       |
| 2019                    | Gwangju (Corea del Sur)  | Medalla de plata  | Plataforma 10 m sincro       |
| 2019                    | Gwangju (Corea del Sur)  | Medalla de bronce | Plataforma 10 m              |
| 2025                    | Singapur (Singapur)      | Medalla de bronce | Plataforma 10 m sincro mixto |
| Campeonato Europeo      |                          |                   |                              |
| Año                     | Lugar                    | Medalla           | Prueba                       |
| 2018                    | Glasgow (Reino Unido)    | Medalla de oro    | Plataforma 10 m              |
| 2018                    | Glasgow (Reino Unido)    | Medalla de oro    | Plataforma 10 m sincro       |
| 2021                    | Budapest (Hungría)       | Medalla de oro    | Plataforma 10 m              |
| 2021                    | Budapest (Hungría)       | Medalla de plata  | Plataforma 10 m sincro       |